# Peucedanum mogoltavicum
Peucedanum mogoltavicum är en flockblommig växtart som beskrevs av Jevgenij Korovin. Peucedanum mogoltavicum ingår i släktet siljor, och familjen flockblommiga växter. Inga underarter finns listade i Catalogue of Life.